# This Is the Time (álbum)
This Is The Time: The Christmas Album é um álbum de estúdio do músico, cantor e compositor estadunidense Michael Bolton, lançado em 1996. O álbum contém duas canções inéditas, "This is the Time," e "Love is the Power", as outras faixas são regravações de clásicos natalinos. Há participações de Plácido Domingo em  "Ave Maria" e Wynonna Judd em "This is the Time".

## Faixas
1. "Silent Night" (Gruber, Mohr) – 4:06
2. "Santa Claus is Coming to Town" (Coots, Gillespie) – 4:06
3. "Have Yourself a Merry Little Christmas" (Blane, Martin) – 4:02
4. "Joy to the World" (Mason, Watts) – 4:07
5. "Ave Maria" (com Plácido Domingo) (Tradicional) – 4:42
6. "The Christmas Song" (Mel Tormé, Wells) – 4:10
7. "O Holy Night]]" (Adam, Dwight) – 4:54
8. "White Christmas" (Irving Berlin) – 3:44
9. "This is the Time" (com Wynonna Judd) (Bolton, Burt)  – 4:06
10. "Love is the Power" (Walter Afanasieff, Bolton, Warren) – 5:38

## Desempenho nas paradas

### Álbum
| Paradas (1996) | Melhor posição |
| -------------- | -------------- |
| Billboard 200  | 11             |

### Singles
| Ano  | Single              | Parada             | Posição |
| ---- | ------------------- | ------------------ | ------- |
| 1996 | "Love is the Power" | Adult Contemporary | 11      |